# Ivan Reis
Ivan Reis, nascido Rodrigo Ivan dos Reis (São Bernardo do Campo, 6 de novembro de 1976), é um desenhista brasileiro de histórias em quadrinhos. Ganhou destaque na DC Comics, onde, ao lado de Geoff Johns, revitalizou personagens como Lanterna Verde e Aquaman.

## Carreira
Durante três anos trabalhou para os estúdios Mauricio de Sousa, em 1998 desenhou Oscarzinho (personagem inspirado no então jogador de basquete Oscar Schmidt) para a Mythos Editora. Iniciou a sua carreira nos Estados Unidos na editora Dark Horse Comics, desenhando "Ghost", "O Máscara", "Time Cop" e "Xena". Posteriormente, trabalhou na extinta Lightning Comics.
Na Vertigo, ilustrou uma edição de Os Invisíveis, de Grant Morrison e na Chaos! Comics desenhou a "Lady Death", tendo assumido também o relançamento do título pela CrossGen.
Na Marvel Comics, participou em alguns projetos, como Homem de Ferro, Defensores, Vingadores, Mulher-Hulk, Visão e Capitão Marvel.
Em 2004, assinou um contrato de exclusividade com a DC Comics, onde desenha o Super-Homem para a revista "Action Comics", com argumento de Chuck Austen e arte-final de Marcelo Campos (diretor do escola de desenho Quanta Academia, onde Ivan também ministrou aulas).
Em 2006 assumiu o título Lanterna Verde, contribuindo para a retomada da popularidade do personagem. Seu excelente trabalho gráfico lhe garantiu o prêmio de melhor desenhista de quadrinhos de 2007, conferido pela prestigiada revista norte-americana Wizard, e uma homenagem feita pelo "Fantástico", um dos principais Jornais televisivos da tv brasileira, entre outras homenagens como a do "Troféu HQ Mix" ( premiação brasileira de artes gráficas).
A participação de Reis no especial Contagem Regressiva para Crise Infinita rendeu a Reis outro prêmio da Wizard, o Wizard´s Fan Award, que tem votação feita por leitores. A obra foi escolhida na categoria "favorite one-shot", nome dado pela indústria norte-americana a edições especiais lançadas em um volume.
Em 2009, Reis foi indicado para concorrer pelo Scream Awards, e pelo Wizard's Fan Awards na categoria de melhor desenhista por seu trabalho em "Blackest Night" , principal mega-saga da editora DC Comics deste ano, e que foi  best-seller número 1 da lista de mais vendidos do NY Times no ano seguinte com a coletânea da série.
No ano de 2010, Reis trabalhou em outro sucesso de vendas na série Brightest Day, uma continuação direta de Blackest Night, e que figurou durante o ano de sua publicação no top 10 de revistas mais vendidas.
Seguindo com a iniciativa da editora DC Comics de relançar seus personagens para uma nova geração, e simplificar a cronologia de seus heróis com o evento conhecido como Os Novos 52, Reis assumiu a revista do personagem Aquaman, personagem que sempre foi motivo de piadas, e que, junto com o escritor Geoff Johns, o transformaram num fenômeno de vendas e crítica, o elevando para um status poucas vezes visto entre os principais personagens da editora. A primeira coletânea da revista do Aquaman, "The Trench vol. 1", foi best-seller número 1 da lista do NY Times no mês de seu lançamento em 2012. Em 2014, Ivan desenhou a primeira edição da minissérie Multiversity de Grant Morrison.
Em 2017, Ivan foi homenageado com a exposição "A Era Heroica - O Universo DC Comics por Ivan Reis", no Memorial da América Latina, que apresentou um histórico de seu trabalho na DC Comics.